# 大坝乡 (永顺县)
大坝乡，是中华人民共和国湖南省湘西土家族苗族自治州永顺县下辖的一个乡镇级行政单位。

## 行政区划
大坝乡下辖以下地区：
金星村、沐浴村、合兴村、石堤村、麻料村、那岔村、猛晓村、盐井村、大井村、溪河村和双凤村。

## 中国传统村落
2012年，双凤村被评为首批“中国传统村落”。